# تک‌شاخی زرد
گیاه تک‌شاخ زرد (نام علمی: Ibicella lutea) نام یک گونه از سرده تک‌شاخی‌ها است.